# Abbesches Komparatorprinzip

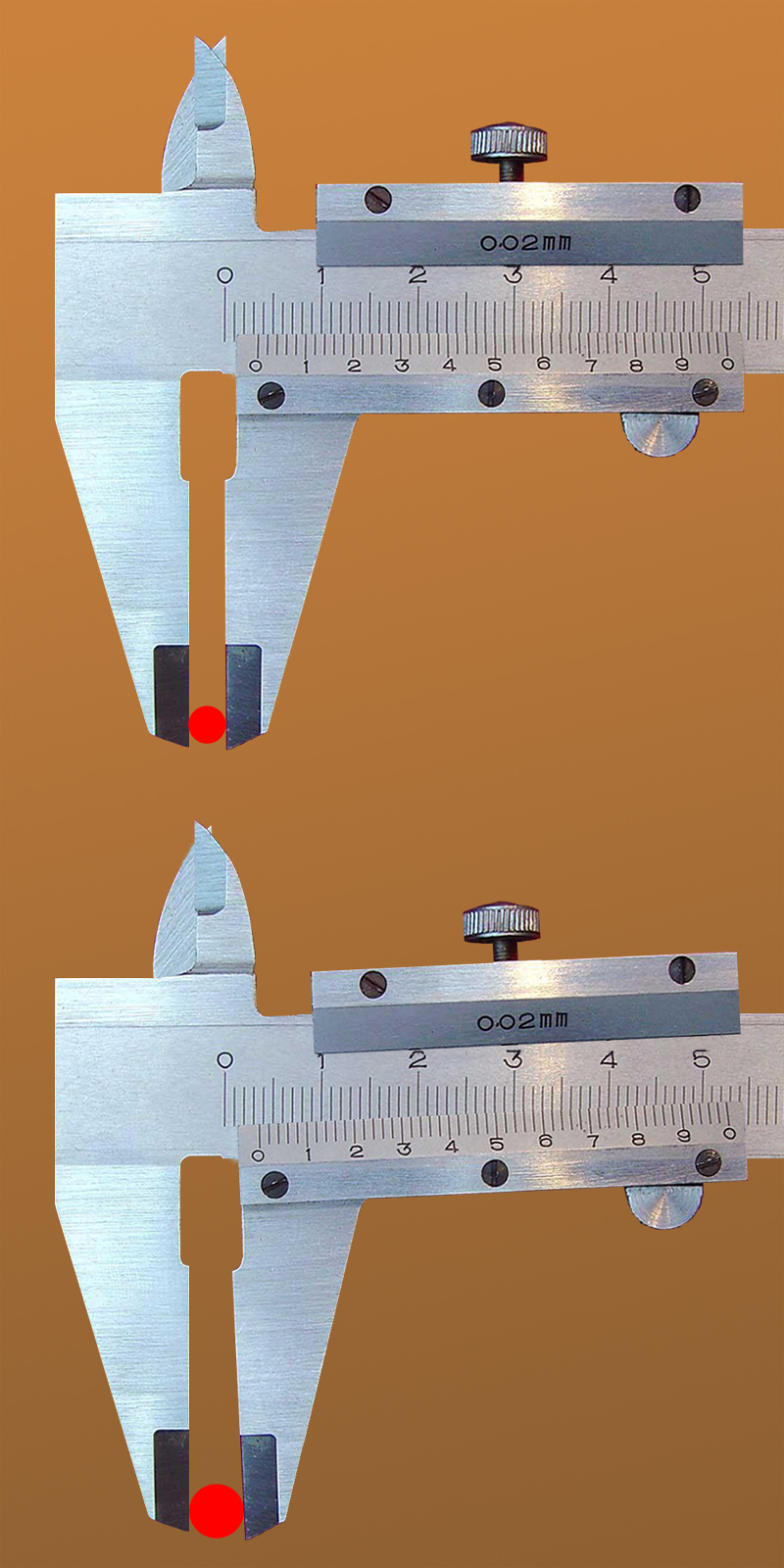
Messung mit Kippfehler erster Ordnung, unten: Messschieber gekippt, gleiche Anzeige wie bei ungekipptem Messschieber (oben) für größere Messstrecke

Das Abbesche Komparatorprinzip ist ein grundlegendes Prinzip, nach dem mechanische Längenmessgeräte aufgebaut sein sollten, um eine hohe Messgenauigkeit zu erreichen. Es besagt, dass die Skala in Messrichtung fluchtend (in einer Linie) mit dem Prüfling (der Messstrecke) angeordnet sein soll. Benannt wurde es nach Ernst Abbe, der es als Erster beschrieben hat.
Liegen die am Prüfling zu messende Strecke und der Maßstab (Maßverkörperung) des Messgerätes nicht in einer Linie, können im Messgerät Kippfehler (sogenannte Kippfehler erster Ordnung) auftreten (siehe auch: Messschieber). Diese hängen vom Spiel des Messschiebers quer zur Bewegungsrichtung ab und sind prinzipiell nicht zu vermeiden. 
Werden die zu messende Strecke und der Maßstab des Messgerätes, wie bei der Bügel-Messschraube, fluchtend angeordnet, treten geringere Fehler durch Verkippen auf. Es handelt sich nur darum, dass die zu messende Strecke leicht gegen die Messachse (eine Normale zwischen den Tastflächen des Geräts) verdreht sein kann. Diese sogenannten Kippfehler zweiter Ordnung sind wesentlich kleiner als die Kippfehler erster Ordnung.

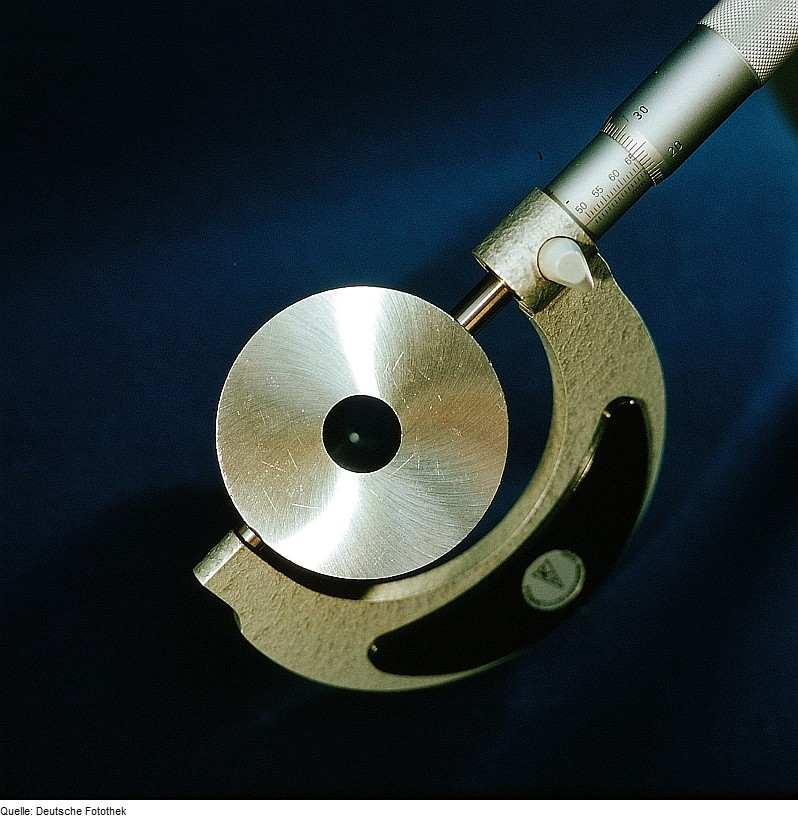
Messung ohne Kippfehler erster Ordnung, da Messstrecke und Maßstab in einer Linie

Eine praktische Anwendung des Prinzips stellt der Längenkomparator dar.